# リーディング郡区 (アイオワ州カルフーン郡)
リーディング郡区 (Reading Township) は、アメリカ合衆国アイオワ州カルフーン郡にある16の郡区の一つである。2000年の国勢調査で、人口は588人だった。

## 地理
リーディング郡区は92.3平方キロメートル（35.62平方マイル）で、Farnhamvilleが含まれる。アメリカ地質調査所によると、この郡区はReadingとSaint Josephの2つの霊園が含まれる。